# Alberto Carpinteri
Alberto Carpinteri (Bologna, 23 dicembre 1952) è un ingegnere italiano Visiting Professor presso la Shantou University, College of Engineering, Shantou-China e già professore ordinario di scienza delle costruzioni presso il Politecnico di Torino, ha raggiunto grande notorietà per le polemiche suscitate dai suoi studi sul piezonucleare.

## Biografia
Laureato in ingegneria nucleare (1976) e matematica (1981) presso l'Università di Bologna, è Visiting Professor presso la Shantou University, College of Engineering, Shantou-China.
Dopo gli studi ha vinto una cattedra di Scienza delle Costruzioni e dal 1986 è divenuto docente del Politecnico di Torino, ove ha ricoperto diversi ruoli.
Nel corso degli anni è stato Presidente di diverse Associazioni e Istituzioni Scientifiche: International Congress on Fracture, ICF (2009-2013), European Structural Integrity Society, ESIS (2002-2006),  International Association of Fracture Mechanics for Concrete and Concrete Structures, IA-FraMCoS (2004-2007),  Gruppo Italiano Frattura, IGF (1998-2005), Istituto Nazionale di Ricerca Metrologica, INRIM (2011-2013).
È stato inoltre membro dei comitati direttivi dell’International Union of Theoretical and Applied Mechanics, IUTAM (2004-2012) e della Society for Experimental Mechanichs, SEM (2012-2014), Editor-in-Chief della rivista internazionale “Meccanica”.
Negli anni recenti Alberto Carpinteri ha tenuto diversi interventi in contesti accademici nazionali e internazionali sul tema del piezonucleare e della frattura in generale.

### Gli studi su piezonucleare e le polemiche
Presso il Politecnico di Torino ha condotto studi, anche in collaborazione con il fisico Fabio Cardone, sulla controversa teoria del piezonucleare. La comunità scientifica avanza tuttavia dubbi sulla validità dei risultati, ottenuti da lui e i suoi collaboratori, e ritiene che tale teoria violi le attuali leggi della fisica.
Nell'agosto del 2011, viene nominato Presidente dell'Istituto nazionale di ricerca metrologica (INRIM). Nel 2012, la sua decisione di inserire la ricerca sul piezonucleare fra gli obiettivi dell'INRIM, così come di destinare a questa parte dei fondi dell'istituto, viene duramente contestata da numerosi ricercatori all'interno e all'esterno dell'istituto, sia dal punto di vista scientifico che economico.
La protesta si concretizza nella pubblicazione (24 maggio) di una lettera aperta, sottoscritta da più di 750 scienziati italiani, al ministro della Ricerca Francesco Profumo, in cui si esprimono dubbi sul «porre tra le priorità dell'attività dell'Inrim queste ricerche considerando che si tratta di una scoperta che, per ora, non è confermata da altri ricercatori», aggiungendo che essa «rischia di gettare discredito sull'intero sistema della ricerca italiana oltre a produrre uno spreco di risorse umane e finanziarie». Carpinteri è inoltre accusato di aver inserito nel proprio curriculum vitae «premi che chiunque può acquistare presso un'istituzione di men che dubbia qualità», nonché (da parte di otto ricercatori dell'INRIM) di aver manipolato i dati sperimentali di una pubblicazione di cui era coautore.
Da parte sua Carpinteri nega da sempre ogni condotta scorretta, soprattutto in relazione alle proprie ricerche, e afferma di avere «buoni motivi per credere fermamente nella realtà dei fenomeni piezonucleari», soprattutto in relazione alla «misurazione di emissioni di particelle e di pesi atomici», ritenendo l'istituto «la sede ideale per poter misurare con precisione tali fenomeni e verificare la correttezza degli esperimenti condotti in questi anni» in questo campo e di essere «pronto a discutere di risultati scientifici e di dati in qualsiasi momento, e a mettere a confronto le conclusioni ottenute».
Sul fronte politico, Carpinteri ottiene l'appoggio del deputato Domenico Scilipoti (in quel momento esponente del Movimento di Responsabilità Nazionale), mentre i deputati Walter Tocci e Giovanni Battista Bachelet (PD) presentano un'interrogazione molto critica al ministro Profumo sulla vicenda. Il ministro Profumo decide infine di sottoporre a stretto controllo scientifico la proposta di ricerca sul piezonucleare, così come di ritirare la candidatura di Fabio Cardone a membro del consiglio dell'INRIM.
Il 29 giugno 2012, 82 ricercatori dell'INRIM firmano una mozione di sfiducia, in cui viene formulata la richiesta di dimissioni dalla presidenza dell'istituto, che non ha tuttavia alcun esito. In seguito alle dimissioni per protesta degli altri due membri del Consiglio di amministrazione dell'Istituto (12 dicembre 2012), si decide il commissariamento dell'INRIM, in seguito al quale Carpinteri decade dalla presidenza all'inizio del 2013.
Nell'aprile 2015, la rivista Meccanica annuncia di aver ritirato undici pubblicazioni di Carpinteri, prevalentemente sul piezonucleare.
Carpinteri ha proseguito le ricerche in questo ambito pubblicando diversi articoli e libri anche oggetto di riconoscimenti come la Medaglia Giuliano Preparata 2022. Le medesime ricerche costituiscono poi un contributo al Progetto della Unione Europea ” Clean Energy from Hydrogen-Metal Systems” nell’ambito del Programma di Ricerca e Innovazione Horizon 2020.

## Libri
- Alberto Carpinteri, La geometria delle masse, Bologna, Pitagora, 1981, ISBN 88-371-0261-5.
- (EN) Alberto Carpinteri, Mechanical Damage and Crack Growth in Concrete, Dordrecht, Martinus Nijhoff, 1986, ISBN 978-94-010-8434-5.
- Alberto Carpinteri, Scienza delle costruzioni 1, Bologna, Pitagora, 1992, ISBN 88-371-0529-0.
- Alberto Carpinteri (a cura di), Meccanica dei materiali e della frattura, Bologna, Pitagora, 1992, ISBN 88-371-0543-6.
- Alberto Carpinteri, Scienza delle costruzioni 2, Bologna, Pitagora, 1992, ISBN 88-371-0560-6.
- Alberto Carpinteri, Resistenza dei materiali e meccanica delle strutture, Bologna, Pitagora, 1995, ISBN 88-371-0717-X.
- (EN) Alberto Carpinteri e Francesco Mainardi (a cura di), Fractals and Fractional Calculus in Continuum Mechanics, Vienna, Springer, 1997, ISBN 3-211-82913-X.
- Alberto Carpinteri, Dinamica delle strutture, Bologna, Pitagora, 1998, ISBN 88-371-0911-3.
- Alberto Carpinteri, Analisi non-lineare delle strutture, Bologna, Pitagora, 1998, ISBN 88-371-0912-1.
- Alberto Carpinteri, Giuseppe Lacidogna e Cecilia Surace, Calcolo dei telai piani, Bologna, Pitagora, 2002, ISBN 88-371-1327-7.
- (EN) Alberto Carpinteri e Giuseppe Lacidogna, Earthquakes and Acoustic Emission, Londra, Taylor & Francis, 2007, ISBN 0-415-44402-0.
- Alberto Carpinteri, Calcolo automatico delle strutture, Bologna, Pitagora, 2007, ISBN 88-371-0845-1.
- (EN) Alberto Carpinteri e Giuseppe Lacidogna, Acoustic emission and critical phenomena, Boca Raton, CRC Press, 2008, ISBN 978-0-415-45082-9.
- Alberto Carpinteri, Giuseppe Lacidogna e Marco Paggi, Calcolo delle strutture isostatiche, Bologna, Pitagora, 2009, ISBN 88-371-0560-6.
- (EN) Alberto Carpinteri, Structural Mechanics: A Unified Approach, Abingdon-on-Thames, Taylor & Francis, 2013, ISBN 0-419-19160-7.
- (EN) Alberto Carpinteri, Structural Mechanics Fundamentals, Boca Raton, Taylor & Francis, 2014, ISBN 978-0-415-58032-8.
- (EN) Alberto Carpinteri, Giuseppe Lacidogna e Amedeo Manuello, Acoustic, Electromagnetic, Neutron Emissions from Fracture and Earthquakes, Springer, 2015, ISBN 978-3-319-16955-2.
- (EN) Alberto Carpinteri, Advanced Structural Mechanics, Boca Raton, Taylor & Francis, 2017, ISBN 978-1-315-35482-8.
- (EN) Alberto Carpinteri, : Fracture and Complexity, Springer, 2021, ISBN 978-9-402-42026-5.

## Premi
- 1982 – Medaglia Robert L'Hermite, International Union of Laboratories and Experts in Construction Materials, Systems and Structures (RILEM)[47]
- 2008 – Medaglia Griffith, European Structural Integrity Society (ESIS)[48]
- Nel 2022 la Società Scientifica Internazionale Condensed Matter Nuclear Science (ISCMNS)[49] ha insignito il Prof. Alberto Carpinteri della Medaglia Giuliano Preparata, come riconoscimento dei risultati conseguiti dai suoi studi sulle fratto-emissioni di particelle elementari e sulle Reazioni Nucleari a Bassa Energia, pubblicati nel volume edito dalla Springer e intitolato “Acoustic, Electromagnetic, Neutron Emissions from Fracture and Earthquakes” (2015).